# شوكي أوهارا
شوكي أوهارا (باليابانية: 大原 彰輝) (مواليد 28 أغسطس 1999) هو لاعب كرة قدم ياباني.

## وصلات خارجية
- شوكي أوهارا على موقع رابطة كرة القدم اليابانية للمحترفين (اليابانية)
- شوكي أوهارا على موقع قاعدة بيانات كرة القدم.إي يو (الإنجليزية)
- شوكي أوهارا على موقع Soccerway.com (الإنجليزية)
- شوكي أوهارا على موقع عالم كرة القدم.نت (الإنجليزية)